# Golpe de Estado de Bulgaria de 1944
El golpe de estado de Bulgaria de 1944, conocida durante la época comunista como Insurrección del 9 de septiembre, tuvo lugar en Bulgaria en los últimos meses de la Segunda Guerra Mundial.

## Antecedentes
Durante la Segunda Guerra Mundial, Bulgaria tenía un gobierno fascista y formaba parte de las fuerzas del Eje. Un grupo de organizaciones antifascistas se habían unido y formado el Frente de la Patria para combatirlo.
El Frente de la Patria contaba en 1944 con 20.000 guerrilleros, 10.000 participantes de grupos de combate y apoyo logístico de aproximadamente 200.000 simpatizantes.
El 5 de septiembre de 1944, el Ejército Rojo de la Unión de Repúblicas Socialistas Soviéticas, que estaba en Rumanía tras haber invadido ese país, declaró la guerra a Bulgaria y cruzó la frontera, derrotando a las líneas fascistas.

## Golpe de Estado
Mientras tanto, se sucedían diversas acciones de los trabajadores en apoyo a una insurrección: huelga general de los mineros de Pernik, huelga de los tranviarios, manifestaciones de los trabajadores de Sofía y huelga general de Plovdiv y Gabrovo. Los soldados se negaban a obedecer a sus oficiales en el Ejército.
El 26 de agosto el Frente de la Patria optó por la insurrección general, que comenzó en Sofía el 9 de septiembre. Tras la coordinación entre los grupos de combate y los comités del Frente de la Patria, tuvo lugar una insurrección en las principales ciudades, donde fueron tomadas las cárceles, liberados los presos políticos y destituida la administración colaboracionista. El 18 de septiembre el Ejército Rojo entró en Sofía.
El Frente de la Patria se convirtió en gobierno y declaró la guerra al Eje, uniéndose a los Aliados. El nuevo gobierno no abolió las viejas instituciones, limitándose a purgar los elementos colaboracionistas. Los guerrilleros se integraron al ejército regular. Se creó un Tribunal Popular para investigar y juzgar los crímenes del fascismo.

## Acontecimientos posteriores
En septiembre de 1946, la abrumadora mayoría de los ciudadanos se declaró contra la monarquía y se proclamó la república. En octubre de ese año se celebraron elecciones, en las cuales el Frente de la Patria obtuvo el 71 % de los votos. Se fundó la nueva República Popular de Bulgaria. (cita requerida).